# Mühlenbau und Industrie Aktiengesellschaft
Mühlenbau und Industrie Aktiengesellschaft, généralement abrégé MIAG, est une holding fondée à Francfort-sur-le-Main en 1921 et regroupant les entreprises de construction mécanique et de commerce Hugo Greffenius AG, Maschinenfabrik und Mühlenbauanstalt Hugo Greffenius, Mühlenbauanstalt und Maschinenfabrik vorm. Gebrüder Seck, Kapler Maschinenfabrik AG, Maschinenfabrik und Mühlenbauanstalt G. Luther AG et Amme, Giesecke & Konegen AG sous la direction de Hugo Greffenius.
En difficulté au début des années 1930, l’entreprise se remet dans les années suivantes grâce aux commandes d’armement du gouvernement nazi. Les usines MIAG produisent ainsi des canons automoteurs, des chasseurs de chars et des pièces pour les avions Messerschmitt Bf 110. Pour accélérer la production pendant la guerre, elles emploient des esclaves provenant des camps de concentration. En dépit de cela, l’entreprise reste en activité après la guerre et sa direction n’est pas inquiétée. Elle s’implante alors plus largement à l’international et diversifie ses activités, en produisant par exemple également du ciment et du papier. Sa situation se dégrade toutefois à la fin des années 1960 et elle est rachetée en 1972 par l’entreprise suisse Bühler AG.